# Nettesheim-Butzheim
Nettesheim-Butzheim war bis 1975 eine Gemeinde im damaligen Kreis Grevenbroich in Nordrhein-Westfalen. Heute ist Nettesheim-Butzheim eine Gemarkung der Gemeinde Rommerskirchen im Rhein-Kreis Neuss.

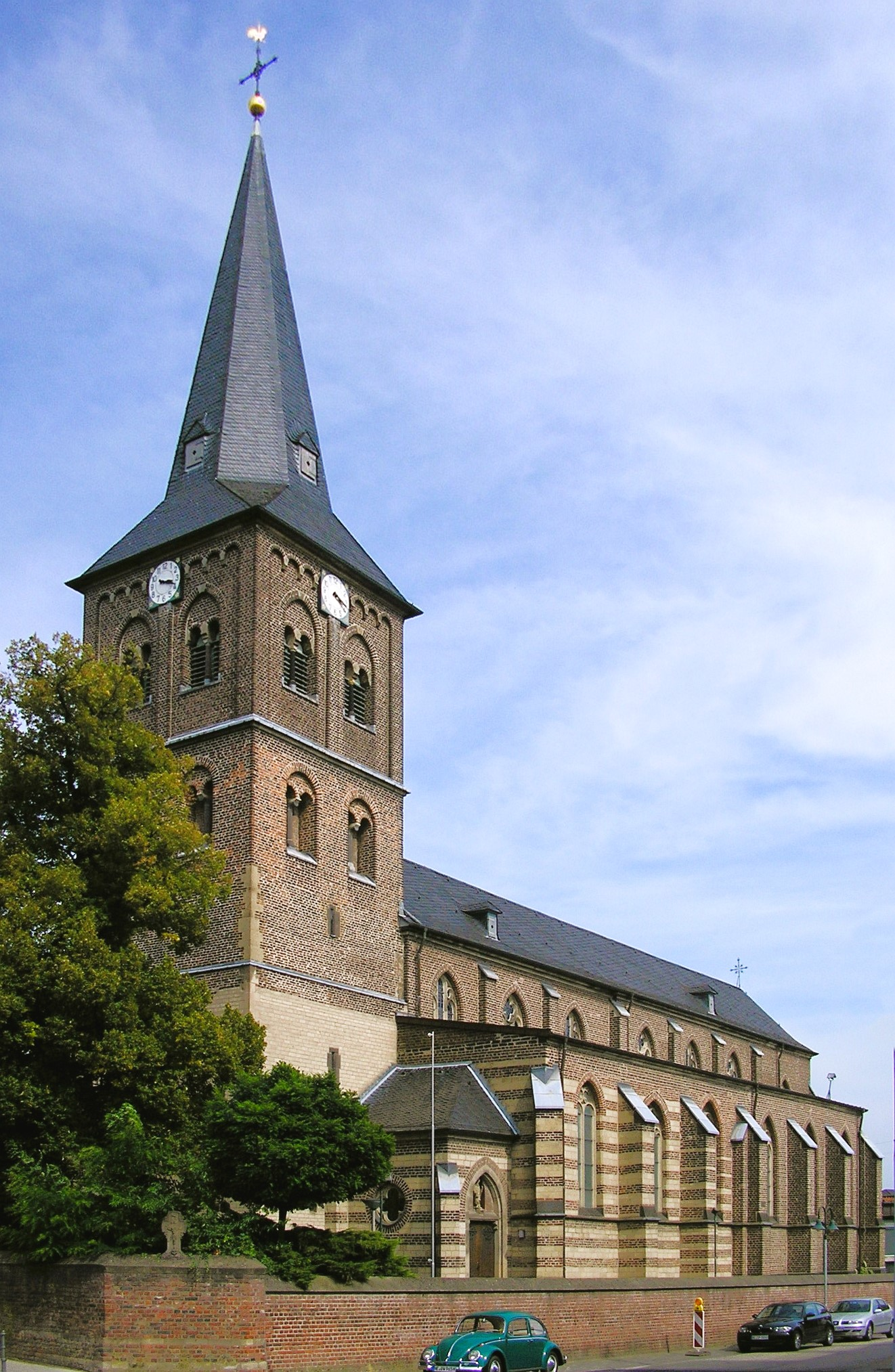
Kath. Pfarrkirche St. Martinus

## Geographie
Nettesheim-Butzheim bestand aus den beiden eng beieinanderliegenden Gemeindeteilen Butzheim und Nettesheim und lag nordöstlich des Ortskerns von Rommerskirchen, zu dem beide Ortschaften seit 1975 gehören. Die ehemalige Gemeinde Nettesheim-Butzheim besaß eine Fläche von 9,25 km².

## Geschichte
Butzheim wurde erstmals 962 und Nettesheim erstmals 1187 erwähnt. Seit dem 19. Jahrhundert bildete Nettesheim-Butzheim eine Landgemeinde der Bürgermeisterei Nettesheim im Landkreis Neuß. Seit 1929 gehörte die Gemeinde zum Landkreis Grevenbroich-Neuß, der seit 1946 Kreis Grevenbroich hieß. Am 1. Januar 1975 wurde Nettesheim-Butzheim durch das Düsseldorf-Gesetz in die Gemeinde Rommerskirchen eingegliedert.

## Einwohnerentwicklung
| Jahr | Einwohner | Quelle |
| ---- | --------- | ------ |
| 1832 | 1031      | [ 2 ]  |
| 1861 | 1142      | [ 3 ]  |
| 1871 | 1086      | [ 4 ]  |
| 1885 | 941       | [ 5 ]  |
| 1910 | 947       | [ 6 ]  |
| 1925 | 1008      | [ 1 ]  |
| 1939 | 992       | [ 7 ]  |
| 1946 | 1234      | [ 8 ]  |
| 1961 | 1203      | [ 9 ]  |
| 1974 | 1720      |        |

## Persönlichkeiten
- Horst Lichter (* 1962), Koch, Fernsehkoch, Buchautor und Moderator, in Nettesheim-Butzheim geboren

## Baudenkmäler
Die Kath. Pfarrkirche St. Martinus mitsamt dem Pfarrhaus, die alte Schule in Butzheim, der jüdische Friedhof Butzheim, der Lommertzhof, der Velderhof und das Fachwerkhaus Sebastianusstraße 60 stehen unter Denkmalschutz.